# 山浦玄嗣
山浦 玄嗣（やまうら はるつぐ、1940年 - ）は、岩手県大船渡市出身の医師、詩人、言語学者。

## 経歴
1940年、東京市大森区山王生まれ。出生後すぐに医師であった母親の故郷である岩手県釜石市に移り、同県気仙郡越喜来村や盛町に育つ。1966年に東北大学医学部を卒業、1971年には東北大学大学院修了（学位は医学博士）。その後、東北大学抗酸菌病研究所放射線医学部門助教授を務め、1986年に岩手県大船渡市で山浦医院を開業、2010年には山浦医院を運営する医療法人隆玄の理事長に就任した。
ケセン語の提唱者として有名で、1975年頃からケセン語の研究に取り組み、1990年に地方文化振興に尽力したことを認められ、岩手県教育表彰を受賞した。
カトリック大船渡教会信徒であり、キリスト教関連の著書も多数。「ケセン語訳聖書」はギリシア語の原典から翻訳し、ローマ教皇庁に献上され、ヨハネ・パウロ2世から祝福を受けた。2014年、小説『ナツェラットの男』で第24回Bunkamuraドゥマゴ文学賞を受賞（選考委員：伊藤比呂美）。
2019年、文化庁長官表彰。

## 主な著書
- 『ケセン語入門』（共和印刷企画センター）(1989年)
- 『ケセンの詩（うだ）』（共和印刷企画センター）(1989年)
- 『ヒタカミ黄金伝説』（共和印刷企画センター）(1991年)
- 『みんなのケセン語』（共和印刷企画センター）
- 『ふるさとのイエス』（イー・ピックス）
- 『走れ、イエス！』（イー・ピックス）
- 『父さんの宝物』（イー・ピックス）
- 『イラムトゥイパ』（イー・ピックス）
- 『ケセン語大辞典』（無明舎出版）(2000年)
- 『ケセン語訳新約聖書』（イー・ピックス）(2002～2004年)
- 『ナツェラットの男』（ぷねうま舎）
- 『ホルケウ英雄伝 この国のいと小さき者』上下(KADOKAWA、2016/12、ISBN 9784041048283, ISBN 9784041050163)